# 聖馬爾谷聖殿宗主教座堂
聖馬爾谷聖殿宗主教座堂（義大利語：Basilica Cattedrale Patriarcale di San Marco）是位於義大利威尼斯的天主教宗座圣殿，座落在聖馬可廣場東面，與總督宮相連。最初它是威尼斯公爵的專用教堂，1807起它成為天主教威尼斯宗主教區的主教座堂，同時是威尼斯宗主教駐地。其為拜占庭式建築的著名代表，有「金色聖堂」（Chiesa d'Oro）的美譽。

## 歷史
聖馬爾谷聖殿宗主教座堂的前身最初建於828年，當初只是總督府當中一座臨時性的建築，用以存放威尼斯的商人從埃及亞歷山卓偷運出來聖馬爾谷的遺骸。這座聖堂後來於832年被一所新聖堂所取代。新聖堂在976年的一場叛亂中被焚毀，並於978年重建完成（聖馬可鐘樓的歷史也可追溯至9世紀）。現今聖馬可聖殿宗主教座堂的基礎於1063年成型，於1094年完工，聖馬可的遺骸同一年在聖堂柱子旁邊被32任總督Vitale Faliero重新發現。聖堂還附有一座低矮的塔樓，最初被認為是總督府的一部分。在13世紀的上半葉，聖堂的前廳和新的立面修建完成，大多數馬賽克的鑲嵌工作也同時完成。聖堂圓頂為木製，並融合哥特式的建築架構。
聖馬爾谷聖殿宗主教座堂的基本結構與當初已經產生大幅度的改變，它的裝飾隨著時間的推移也發生很大的變化。尤其是在第十四世紀，一艘來自東方的威尼斯船隻返回當地，從一些古代建築上取下材料，添加到聖堂的外部。漸漸地，聖馬爾谷聖殿宗主教座堂外牆的裝飾物包含各種大理石和雕刻，其中一些裝飾品的年代遠超過建築物本身。從外表來看，聖馬爾谷聖殿宗主教座堂是哥特式建築的典型範例。
由於威尼斯一到冬天就常因漲潮而淹水，導致聖馬爾谷大教堂積水嚴重。2022年，為了保護聖馬爾谷教堂的馬賽克地磚和大理石柱，義大利工程師在教堂外架起玻璃柵欄。

## 外部
聖馬爾谷聖殿宗主教座堂從外面可以分為3個部分：下層、上層和圓頂。下層擁有五個圓形拱門，兩旁為華麗的大理石柱，旅客可以通過青銅大門進入前廳。中央大門則是裝飾著三層羅馬式美術浮雕。最外層是19世紀的鍍金鑲嵌畫（最後的審判），在許多世紀中，宗主教座堂內外的鑲嵌畫都曾更換過，但是這裡從未改變。讲述圣马爾谷聖殿宗主教座堂遗迹故事的镶嵌画位于侧门的弦月窗上。
上層從拱門頂端開始，裝飾著樞德和超德、四個戰士及聖徒聖馬爾谷雕像。

### 聖馬爾谷之馬

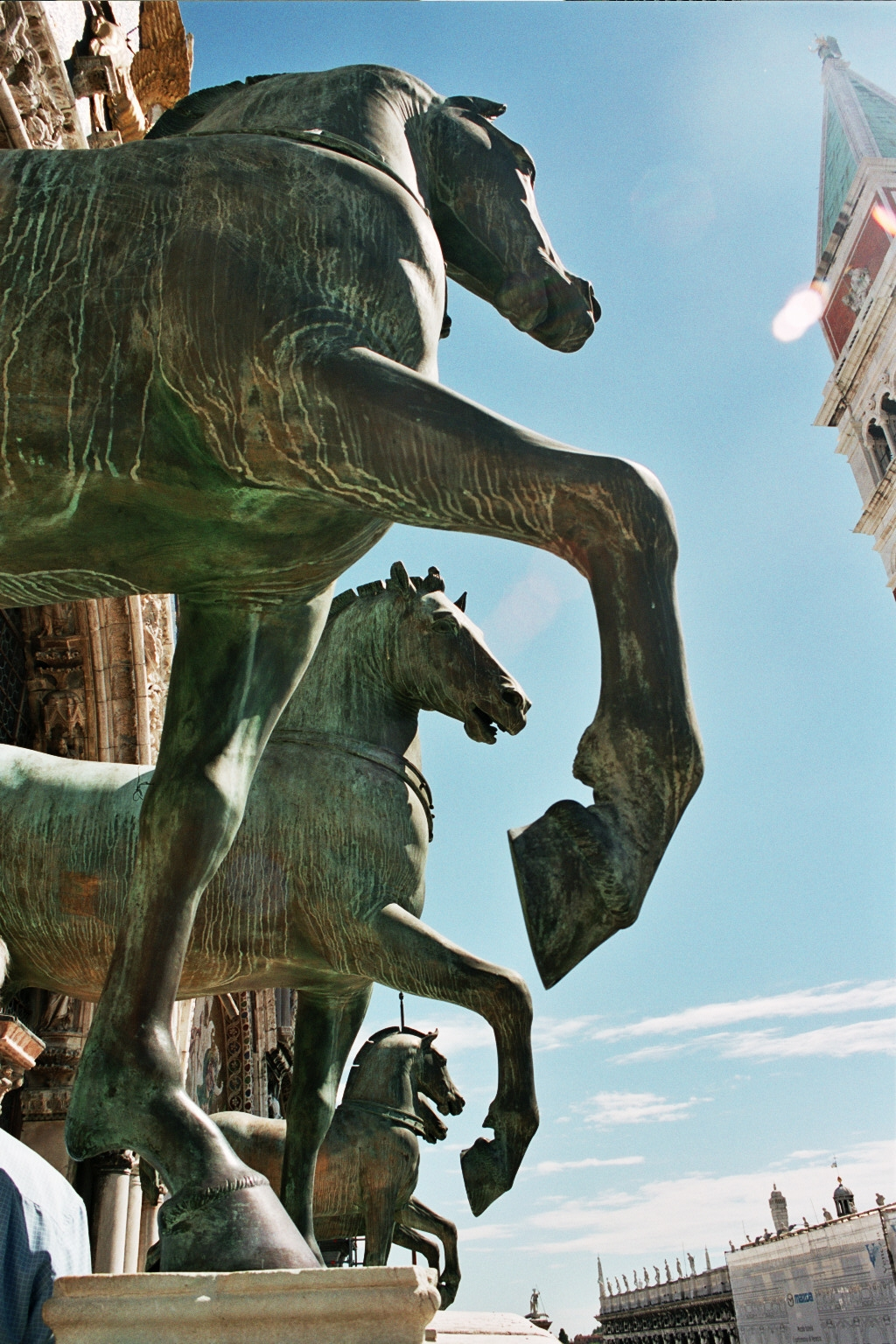
圣马尔谷之马复制品

聖馬爾谷之馬大約於1254年設立於聖馬爾谷聖殿宗主教座堂當中。這些雕塑的歷史可追溯到古典時代晚期，作者可能是西元前4世紀希臘雕塑家留西波斯。拜占庭皇帝狄奧多西二世將銅駟馬雕像從希俄斯島運到君士坦丁堡，所以聖馬爾谷之馬在君士坦丁堡競技場矗立許久，威尼斯公爵恩裏科·丹多洛後來將馬運到威尼斯，於1254年安裝在聖馬爾谷聖殿的立面。彼特拉克在此欣賞它們。拿破崙於1797年強行將馬從威尼斯搬到巴黎，放置在卡盧梭凱旋門。1815年，馬回到威尼斯聖馬爾谷聖殿。直到20世紀80年代初，由於空氣污染嚴重，只好改用複製品代替，真正的聖馬爾谷之馬則在聖殿內部展出。

### 四帝共治雕像

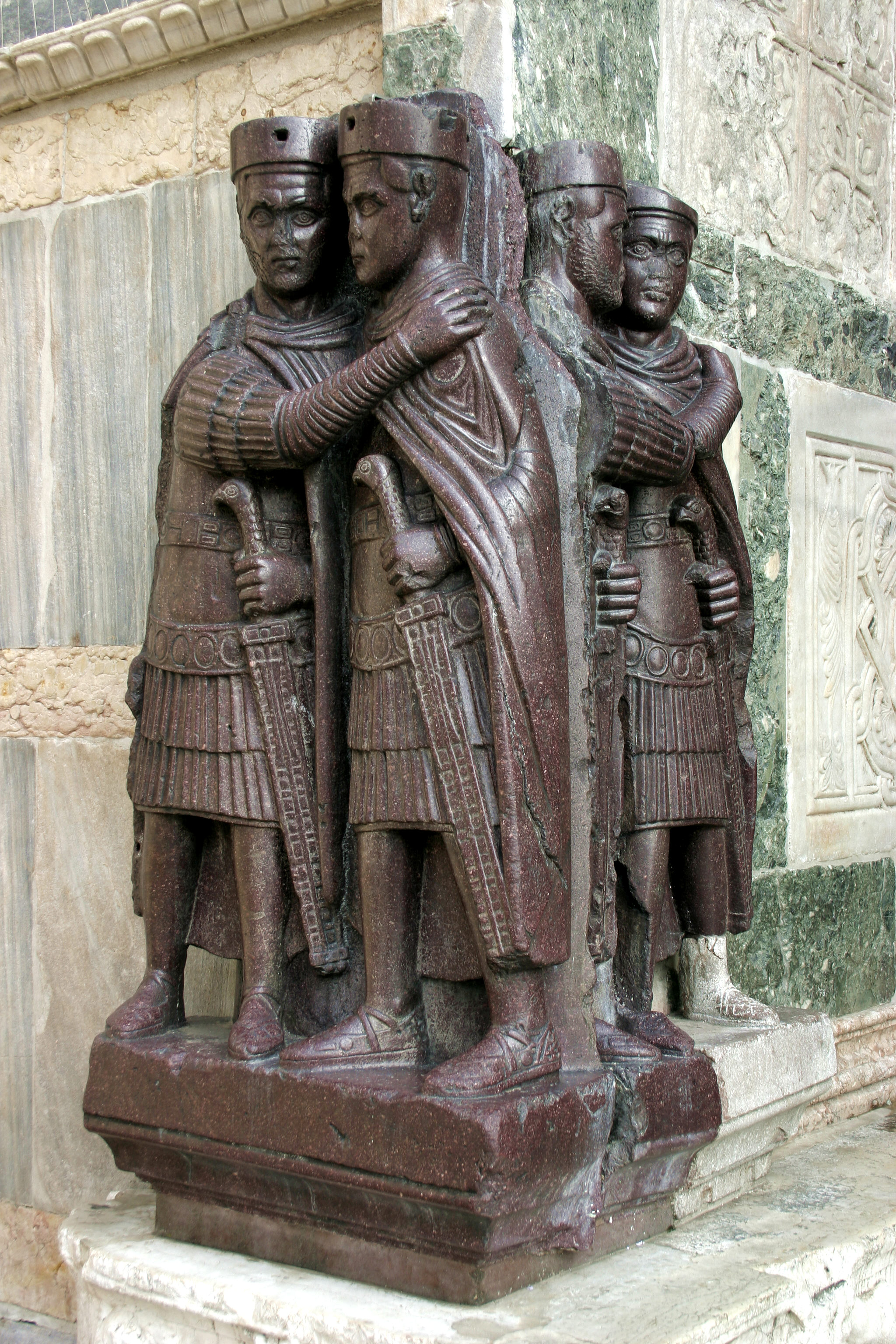
四帝共治斑岩雕象

羅馬帝國爆發三世紀危機後，皇帝戴克里先為了穩定局勢，於286年設置一個新的統治制度即四帝共治制。他把帝國分為東西兩部，他治東、馬克西米安治西。293年增加直接繼承的副手以避免王位紛爭和內戰：主皇帝稱奧古斯都，副皇帝稱凱撒。戴克里先任命自己為東部奧古斯都，伽列里烏斯為東部凱撒，馬克西米安為西部奧古斯都，君士坦提烏斯一世為西部凱撒。
斑岩雕像代表四個皇帝在帝國內部相互依存。它是在1204年第四次十字軍東征期間從君士坦丁堡運來作為君堡被十字軍劫掠的戰利品之一被帶到威尼斯的，放置於聖馬爾谷聖殿宗主教座堂的西南角。

### 查士丁尼一世的頭像

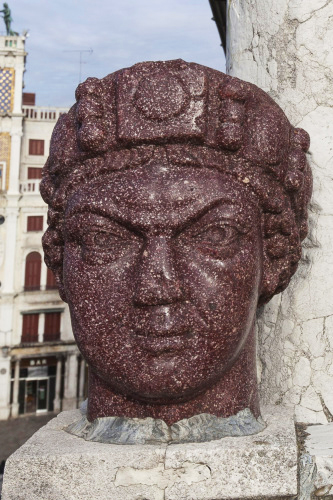
查士丁尼的頭像，現置於威尼斯聖馬可大教堂的外部欄桿上

皇冠明確地表明這尊斑岩頭像屬於一位古典时代晚期的羅馬皇帝，其風格被確定為公元4世紀至6世紀之間，一些學者認為它描繪的是東羅馬帝國皇帝查士丁尼一世。扁平的鼻樑表面上是由於損壞和隨後的重新拋光造成的。它是裝飾大教堂正面的“最重要的裝飾獎杯之一”，頭像位置直視東羅馬帝國首都君士坦丁堡的方向。拉文納大主教博物館收藏的無頭斑岩雕像被推測屬於同一原作。
頭像可能來自君士坦丁堡的兄弟愛廣場，也就是四帝共治雕像的原址。1204年第四次十字軍東征的戰利品之一。

## 前廳
前廳本來位於聖馬爾谷聖殿宗主教座堂的西側，後來南邊被分割成其他用途。前廳內部的裝飾非常華麗，天花板鑲嵌著舊約聖經的故事。故事主角是諾厄、亞巴郎、若瑟與梅瑟。

## 內部

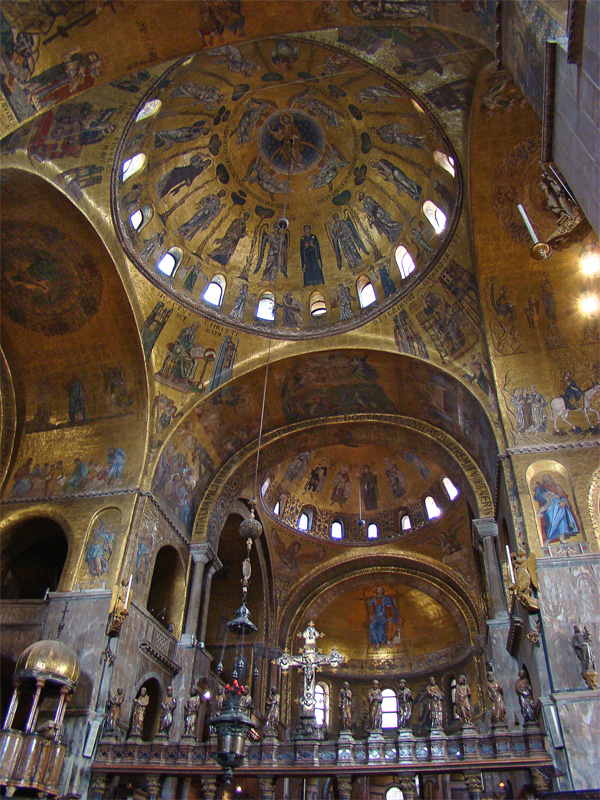
聖馬爾谷聖殿宗主教座堂內部裝飾

聖馬爾谷聖殿宗主教座堂內部被希臘式十字結構分割成三個大殿，這是根據查士丁尼大帝在君士坦丁堡所建造的教堂來設計的。12世紀時，幾何圖案和動物圖案被鑲嵌在大理石地板上，但後來經歷許多次修復。聖馬爾谷聖殿宗主教座堂內部裝飾使用的技術是碎塊形工藝（Opus sectile）與棋盤形鑲嵌工藝（opus tessellatum）。低層牆壁和支柱也完全覆蓋著大理石磚。中央的圓頂則是一幅耶穌升天的龐大鑲嵌畫。
東側有一個凸起的內殿，下方則是地下墓室。內殿由一個聖壇屏與其他部分分開，聖壇屏由8個紅色大理石圓柱組成，表面覆蓋哥特式雕塑的傑作（14世紀末）。聖堂中間最後方是黃金祭壇（Pala d'Oro），上面共有2,000多顆的寶石，包括珍珠、祖母綠和紫水晶。
內殿的後方是祭衣间和一座建於15世紀的小聖堂，奉獻給聖西奧多（威尼斯的主保聖人），義大利著名畫家乔凡尼·巴蒂斯塔·提埃坡罗則有一幅畫作放置在此。
聖壇屏的右側是平台，新當選的公爵會從這裡現身眾人面前。左側通道是聖克勉堂和聖主機壇。聖馬爾谷的遺物在1094年於此地被重新發現，鑲嵌畫被描繪於右側通道的支柱上。
聖壇屏的左側是宗主教座堂人員閱讀聖經時站立的平台，右側通道是聖伯多祿堂，象徵對拜占庭皇室的崇敬。北面則是聖伊西堂和Mascoli堂。

## 鑲嵌畫

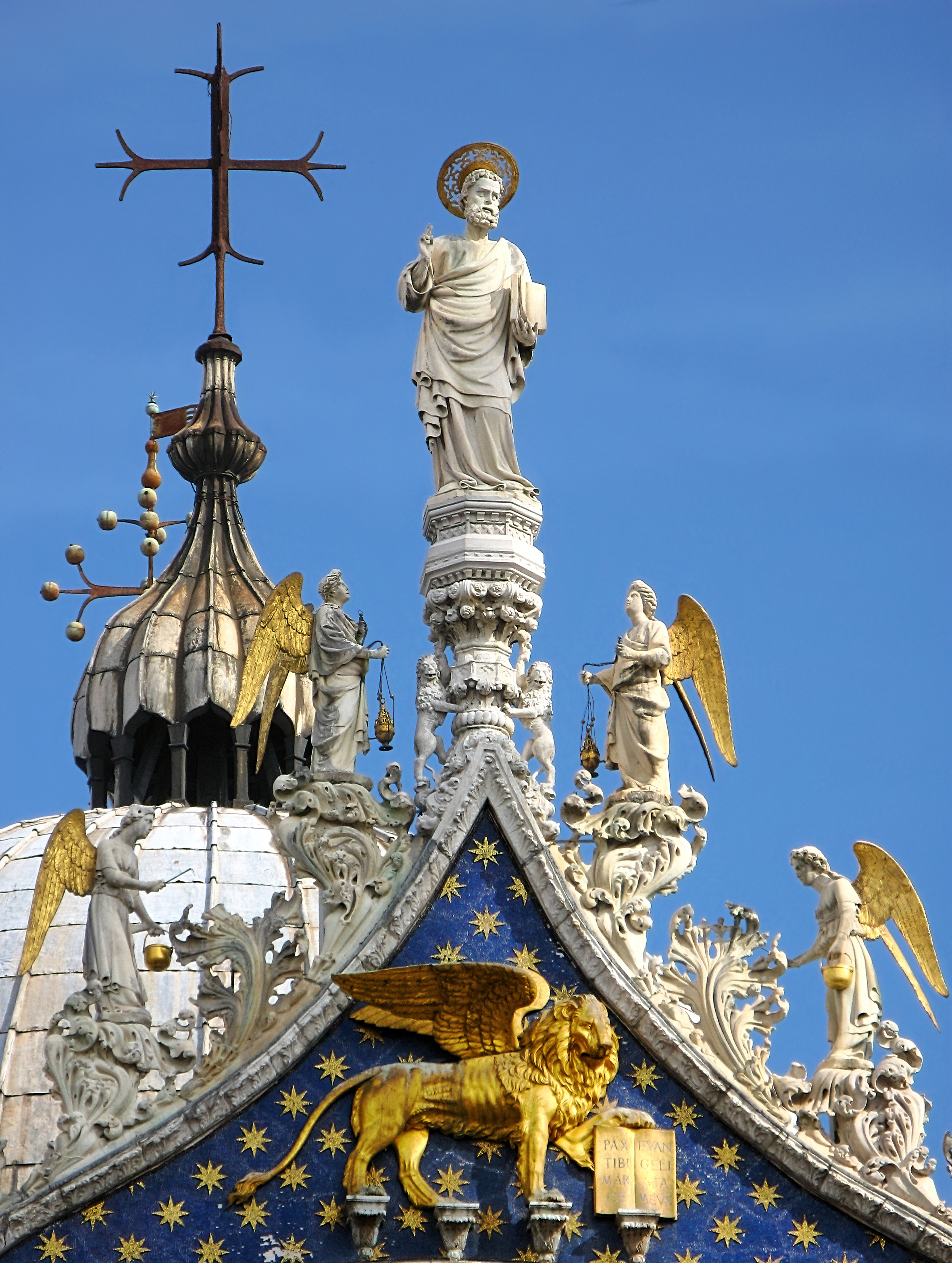
圣马爾谷聖殿宗主教座堂屋顶雕塑细节

聖馬爾谷聖殿宗主教座堂內部上層完全覆蓋著明亮的馬賽克，包含金、銅和各種華麗的石頭。鑲嵌畫裝飾面積約8,000平方公尺。最古老的馬賽克作品受到拜占庭和哥特式藝術風格的影響。聖馬爾谷聖殿宗主教座堂中也有一幅基督普世君王（Christ Pantocrator）鑲嵌畫。袖廊上方的圓頂被稱為聖若望（聖若望故事的傳播者）和聖倫納德。圓頂之間拱頂則是顯示耶穌生活的鑲嵌畫。這些鑲嵌畫經常需要修復和更換，許多偉大的畫家，例如保羅·烏切洛、卡斯塔尼奧（Andrea del Castagno）、保罗·委罗内塞、丁托列托和他的兒子多梅尼科·丁托列托（Domenico Tintoretto）都參加過鑲嵌畫的繪製工作。提香為聖器收藏室而繪製的畫作則於15世紀後期完成。其他著名的鑲嵌畫裝飾包括聖伊西小堂和禪宗小堂。

### 引用
1. ↑  Neil Parkyn. . 猫头鹰出版社. 2004. ISBN 9867879686.
2. ↑  民間全民電視公司. . 民視新聞網. 2022-12-14  [2025-01-26] （中文（繁體））.
3. ↑  Parastaseis syntomoi chronikai, ch. 84.Th
4. ↑  Petrarch, Rerum senilium, V., noted by Roberto Weiss, The Renaissance Discovery of Classical Antiquity (Oxford: Blackwell) 1973:35.
5. ↑  Yuri Marano. . Last Statues of Antiquity (LSA Database), University of Oxford. 2012.
6. ↑  Procuratoria di San Marco di Venezia. . Basilica di San Marco. 2020.

## 相關文獻
- R. Polacco, San Marco. La basilica d'oro, Milano 1991.
- E. Rentetzi, Le influenze mediobizantine nei mosaici dell’arcone della Passione della Basilica marciana, in “Arte|Documento”, vol. XIV, (2000), pp. 50-53.

## 外部連結
- Cathedral of San Marco, Venice （页面存档备份，存于）
- San Marco Museum （意大利文）
- San Marco Basilica official tickets
- Satellite image from Google Maps （页面存档备份，存于）
- San Marco narrated slide tour  （页面存档备份，存于）
- Video Introduction to Basilica San Marco （页面存档备份，存于）

Template:威尼斯地标